# Roman Krämer
Roman Krämer (* 15. August 1970 in Kraslice, Tschechoslowakei) ist ein ehemaliger deutsch-slowakischer Basketballspieler. Er ist der Vater von David Krämer und Filip Krämer.

## Laufbahn
Krämer, dessen Großvater in die damalige Tschechoslowakei ausgewandert war, spielte zunächst zwölf Jahre lang bei BK Olmütz, ehe es ihn zum slowakischen Verein TTS Trencin zog. 1994 wechselte der 1,98 Meter lange Flügelspieler zu Steiner Bayreuth in die Basketball-Bundesliga nach Deutschland. Nach einem Jahr wechselte er zum Bundesliga-Aufsteiger SG FT/MTV Braunschweig, in der Saison 1996/97 stand er erst beim Zweitligisten TG Landshut in der 2. Basketball-Bundesliga unter Vertrag. Die Mannschaft zog sich während des Spieljahres aus dem Wettkampf zurück, Krämer wechselte zum BK Mattersburg nach Österreich.
Von 1997 bis 2001 trug er das Hemd des UBC Oberwart, gewann mit den Burgenländern 1999 den Pokalbewerb und wurde im Anschluss an die Saison 1999/2000 als Spieler des Jahres der österreichischen Bundesliga ausgezeichnet. Mit Oberwart ging er auch in europäischen Vereinsbewerben ins Rennen. Im Spieljahr 2001/02 stand Krämer in Diensten des slowakischen Erstligisten Slovakofarma Pezinok und gewann mit der Mannschaft den Meistertitel.
Er spielte bei Olympique d’Antibes in Frankreich, im Spätherbst 2002 kehrte der Flügelspieler nach Oberwart zurück, in der Saison 2003/04 verstärkte er kurzzeitig den BK Klosterneuburg. Ab 2004 bis 2008 spielte Krämer für den tschechischen Zweitligaverein Proton Zlin.

### Nationalmannschaft
Krämer spielte zunächst für die tschechoslowakische Juniorenauswahl, später dann für die A-Nationalmannschaft der Slowakei.